# Pomoxis annularis
Pomoxis annularis är en fiskart som beskrevs av Rafinesque, 1818. Pomoxis annularis ingår i släktet Pomoxis och familjen Centrarchidae. Inga underarter finns listade i Catalogue of Life.